# 木戸典佳
木戸 典佳（きど のりか、1967年2月 - ）は、ロシア国営ラジオ局RGRKの元日本語アナウンサー。毎週木曜日の「ヤングウェーブ」を担当。夫は中国人、娘が1人と息子が1人いる。

## 経歴
島根県安来市出身。実家は和菓子店。3人姉妹の長女。1989年岡山大学文学部卒業、文部省勤務後、ロシア文学に魅せられ、独学でロシア語を勉強。文部科学省勤務を経て、90年代後半にロシアへ渡り、1999年10月より同放送局の「ロシアの声」の日本語課に勤務。2008年9月に同局退社し、家族と共に上海へ移住。